# 萨拉凡

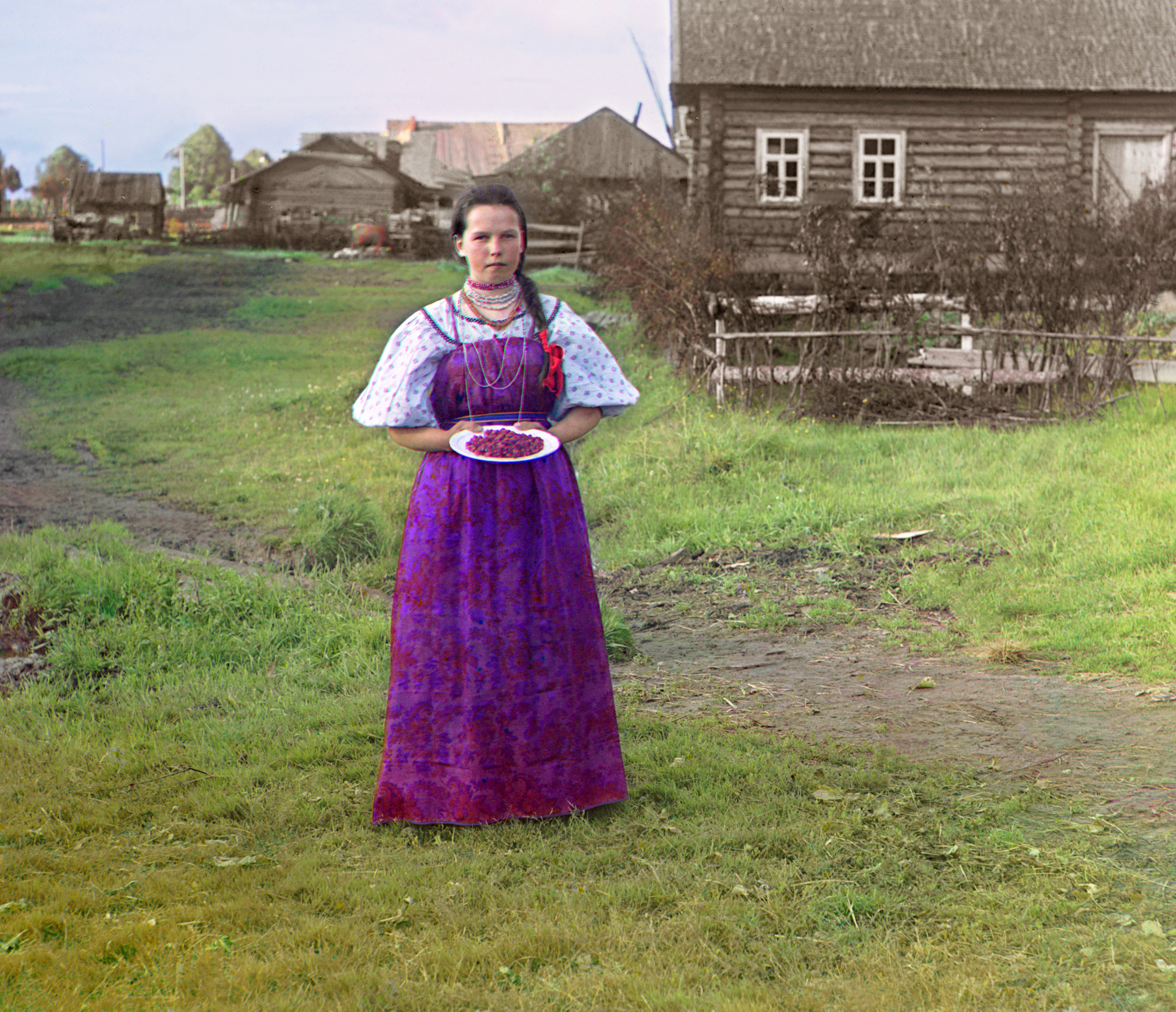
身穿萨拉凡的农家女孩（1909年），謝爾蓋·普羅庫金-戈爾斯基創作的繪畫

萨拉凡是俄羅斯婦女所穿的傳統連衣裙。俄罗斯中部和北部地区萨拉凡穿得比较多。十七世纪前萨拉凡是中性服装，十八世纪初成为女装。彼得大帝當政期間要求人民多穿欧式服裝，上層人士穿萨拉凡的人逐漸減少。布尔什维克当政初期又認為萨拉凡是"沙皇余孽"。1960年代起穿萨拉凡的人又開始多了起來。